# Pterochaeta
Pterochaeta es un género monotípico de plantas con flores perteneciente a la familia de las asteráceas. Su única especie: Pterochaeta paniculata, es originaria de Australia.

## Descripción
Es una hierba anual erecta, lanosa que alcanza un tamaño de 0.03-0.18 m de altura. Las flores son de color amarillo, floreciendo en julio-noviembre en suelos de arena, arcilla o grava y suelos lateríticos. Se encuentra en Australia Occidental.

## Taxonomía
Pterochaeta paniculata fue descrita por  Joachim Steetz   y publicado en Plantae Preissianae 1(4) 1845
Sinonimia
- Waitzia paniculata (Steetz) F.Muell. ex Benth.	 basónimo[4]